# ماريا نيفيس إي بوستامينت
ماريا نيفيس إي بوستامينت (بالإسبانية: María Nieves y Bustamante)‏ هي كاتِبة بيروفية، ولدت في 1871، وتوفيت في 28 أكتوبر 1947.